# Џорџ Галовеј
Џорџ Галовеј (енгл. George Galloway; рођен 16. августа 1954. године) је британски политичар, писац и једини члан парламента из Партије поштовања за област Западни Бредфорд.
Након што се први пут истакао у јавности као генерални секретар добротоворне установе Рат жељи (1983-87), Галовеј је изабран за члана парламента Лабуристичке партије представљајући Глазгов Хилхед на општим изборима у УК 1987. Од 1997, Галовеј представља своју другу изборну јединицу Глазгов Келвин и остао је члан парламента до 2005. Октобра 2003. године, Галовеј је искључен из Лабуристичке партије јер је проглашен кривим због тога што је партија стицала лош углед.
Постао је водећи члан Партије поштовања 2004. године (на крају и њен лидер), и изабран је за члана парламента за Бетнал Грин и Бау изборне јединице на општим изборима следеће године.
Касних 1980-их година, новинар Дејвиду Ерновичу је забележио да је „свирепо нападао“ Баас режим, а Галовеј је био против и Садамовог режима док Сједињене Државе нису почеле Заливски рат 1991. године.
Галовеј је описиван као „чувен по својој живописној реторици и борбеном дебатном стилу“.

## Младост и каријера
Галовеј је рођен 16. августа 1954. године у Лочију, области код Дандија, од оца шкотског синдикалисте и ирске републиканске мајке. Себе описује као „рођеног у поткровљу оронуле стамбене зграде у ирској четврти Дандија, које је било познато као Дублин“. Одрастао је у Чарлстону и похађао је основну школу у Чарлстону и Академију Харис. Током својих школских година, играо је фудбал за школски тим. Као аматерски фудбалер, играо је за Вест енд јунајтед Ју12, Лочи бојс клуб Ју16 и Свети Коламбо Ју18.

### Организатор Лабуристичке партије
Галовеј се придружио Лабуристичкој партији када је имао 13 година старости, и за пет година, постао је секретар Данди Вест изборне јединице Лабуристичке партије. Постао је потпредседник Лабуристичке партије за Град Данди и члан Шкотског извршног одбора 1975. године. Дана 5. маја 1977. године, учествовао је у својој првој изборној кампањи на шкотским локалним изборима, али није успео да задржи сигурно лабуристичко место у Гилбурну, у Дандију.
У средњим 20-им годинама, након свог пута у Бејрут у Либану 1977. године, постао је страствени подржавалац Палестине „скоро недељу дана након мог повратка, заклео сам се да ћу посветити остатак свог живота палестинској и арапској ствари“.

### Аутор
-{
- I'm Not The Only One (2005) by George Galloway
- Mr Galloway Goes to Washington (2005) by George Galloway
- Fidel Castro Handbook (2006) by George Galloway
- Respect: Documents of the Crisis (2008) by George Galloway, Salma Yaqoob and Alan Thornett

}-

### Биографија
-{
- Morley, David (2007). Gorgeous George: The Life and Adventures of George Galloway. Politico's Publishing. ISBN 978-1-84275-185-5.

}-